# Vrakuňa
Vrakuňa (in ungherese Vereknye, in tedesco Frattendorf o Wrackendorf) è un quartiere, con autonomia a livello di comune, della città di Bratislava, capitale della Slovacchia, facente parte del distretto di Bratislava II.